# Transplantoir

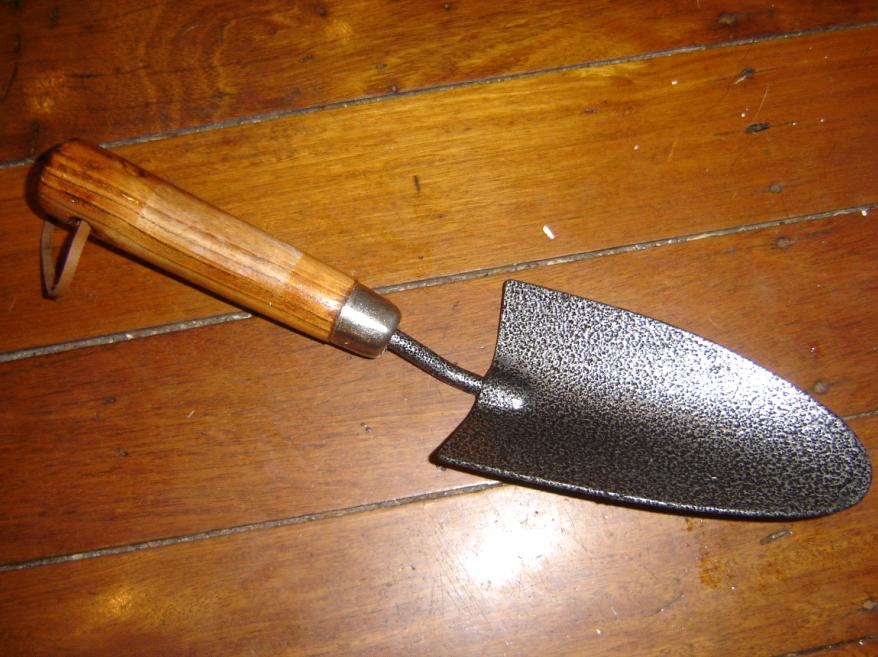
Transplantoir.

Le transplantoir est une sorte de petite truelle individuelle à manche court et lame métallique en forme de pelle, utilisé pour casser la croûte de terre lorsqu'elle est peu sèche et peu dure, mélanger des engrais, faire des trous superficiels pour des plantations ou des repiquages. Si la terre est plus dure ou sèche ou que le trou à creuser est plus profond on lui préférera une serfouette, une binette, une houe voire une pioche. 
La largeur de cet outil est variable (autour d'une dizaine de centimètres), ainsi que sa longueur (environ 20 centimètres pour la partie avant, plus la longueur du manche).